# Shine Through It
Shine Through It is Terrence Howards eerste studioalbum, uitgebracht in 2008.
Alle nummers op het album zijn geproduceerd door hemzelf en Miles Mosley. Howard schreef alle 11 nummers, vier nummers met de hulp van Miles Mosley, en één met de hulp van Ilsey Juber. De meeste nummers zijn geïnspireerd door Terrence's ervaringen in zijn leven en een paar zijn geïnspireerd door zijn kinderen.
Het heeft een jazz- en tango-achtige stijl van muziek. Terrence Howard heeft aangegeven geen zanger te zijn, maar iemand die zijn boodschappen doorstuurt in muziek.
| Nummer | Titel                    | Text                          |
| ------ | ------------------------ | ----------------------------- |
| 1      | Love Makes You Beautiful | Terrence Howard               |
| 2      | Shine Through It         | Terrence Howard, Miles Mosley |
| 3      | Mr. Johnson's Lawn       | Terrence Howard               |
| 4      | Sanctuary                | Terrence Howard, Ilsey Juber  |
| 5      | No. 1 Fan                | Terrence Howard               |
| 6      | Spanish Love Affair      | Terrence Howard               |
| 7      | Plenty                   | Terrence Howard, Miles Mosley |
| 8      | I Remember When          | Terrence Howard, Miles Mosley |
| 9      | It's All Game            | Terrence Howard               |
| 10     | She Was Mine             | Terrence Howard               |
| 11     | War                      | Terrence Howard, Miles Mosley |